# Spermacoce brownii
Spermacoce brownii är en måreväxtart som beskrevs av Henry Hurd Rusby. Spermacoce brownii ingår i släktet Spermacoce och familjen måreväxter. Inga underarter finns listade i Catalogue of Life.